# 36 Dywizja Pancerna
36 Dywizja Pancerna (hebr. אוגדה 36; w skrócie Ga’asz; pol. Burza) – pancerny związek taktyczny Sił Obronnych Izraela. Dywizja podlega Dowództwu Północnemu.

## Historia
Dywizja została utworzona w 1954 jako samodzielny związek taktyczny bez stałej dyslokacji. W owym czasie składała się z dwóch brygad piechoty (3 Brygada Alexandroni, 9 Brygada Oded), dwóch brygad pancernych (37 Brygady Pancernej, 45 Brygady Pancernej) i 181 batalionu dowodzenia. Podczas wojny sześciodniowej w 1967 dywizja uczestniczyła w walkach w północnej części Samarii, a następnie zajęła Wzgórza Golan.
W 1971 dywizja przeszła reorganizację. Podczas wojny Jom Kipur w 1973 odegrała bardzo ważną rolę w powstrzymaniu nacierających wojsk syryjskich na Wzgórzach Golan. W trakcie operacji Litani w 1978 walczyła we wschodnim sektorze w południowym Libanie. W 1982 wzięła udział w wojnie libańskiej, walcząc na centralnym froncie działań i w oblężeniu Bejrutu. W wyniku zdobytych doświadczeń dywizja przeszła kolejną reorganizację w celu stworzenia mobilnego związku taktycznego o dużej sile operacyjnej. Utworzona wówczas struktura istnieje do chwili obecnej, i obejmuje brygady pancerne, piechoty zmechanizowanej i jednostki wsparcia artyleryjskiego oraz inżynieryjnego. Jej główna baza znajduje się w Camp Isaak przy kibucu Ein Zivan na Wzgórzach Golan.
W 2006 uczestniczyła w II wojnie libańskiej.

## Struktura
- 7 Brygada Pancerna (Saar me-Golan)
- 188 Brygada Pancerna (Barak)
- 1 Brygada Golani
- 212 Brygada Artylerii (Golan)
  - 334 batalion artylerii (Ra’am)
  - 405 batalion artylerii samobieżnej (Namer)
  - 411 batalion artylerii samobieżnej (Keren)
  - kompania radarowa
- 474 Brygada Terytorialna (Golan)
- batalion łączności Dywizji
- 263 Brygada Pancerna (Merkavot Ha-Esz) (Rezerwowa)
- 609 Brygada Aleksandroni (Rezerwowa)[1].